# 발레디마달로니
발레디마달로니(이탈리아어: Valle di Maddaloni)는 이탈리아 캄파니아주 카세르타도에 있는 코무네이다.
나폴리로부터 북동쪽으로 30km 카세르타로부터 동쪽 7km에 위치한다.